# Ladies of the Chorus
Ladies of the Chorus (conocida en España como Las chicas del coro) es una película romántica y musical de 1948 dirigida por Phil Karlson y protagonizada por Adele Jergens, Marilyn Monroe y Rand Brooks. El guion, escrito por Harry Sauber y Joseph Carole, está basado en una historia de Sauber.

## Sinopsis
Mae Martin (Adele Jergens) y su hija Peggy (Marilyn Monroe) se ganan la vida trabajando en una revista musical. Cuando Peggy se convierte en la nueva estrella del espectáculo, un joven de la alta sociedad, Randy Carroll (Rand Brooks), se enamora perdidamente de ella, lo que desatará los peores temores de Mae, quien cree que dos personas de mundos tan distintos nunca podrán ser felices.

## Reparto
- Adele Jergens - Mae Martin
- Marilyn Monroe - Peggy Martin
- Rand Brooks - Randy Carroll
- Nana Bryant - Mrs. Adele Carroll
- Eddie Garr - Billy Mackay
- Steven Geray - Salisbury
- The Bobby True Trio - Trío de músicos
- Kathleen O'Malley - Nita
- Dave Barry - Ripple (sin acreditar)

## Producción

### Rodaje
Filmada entre abril y mayo de 1948, el rodaje duró tan solo diez días. Esta fue la primera experiencia de Marilyn interpretando un papel protagonista además de ser la primera película en la que cantaba y en la que era besada en los labios. Natasha Lytess, quien al poco tiempo se convertiría en la entrenadora de actuación de Monroe, había recomendado a la actriz al director de casting Harry Romm. Marilyn audicionó para el papel cantando una de las tres canciones designadas para el personaje de Peggy. Romm, satisfecho con la actuación de Monroe, la envió al director de música e instructor vocal de Columbia Pictures Fred Karger para que este la refinase (ambos mantendrían una relación amorosa). La escena en la que Marilyn interpreta «Every Baby Needs a Da Da Daddy», considerada su primera canción importante en un largometraje, guarda cierto parecido con el número «Put the Blame on Mame» de la película Gilda (1946), aunque Monroe muestra una imagen muy alejada del aspecto de mujer fatal de Rita Hayworth. Según el crítico Leonard Maltin, Ladies of the Chorus fue filmada antes de que Marilyn se sometiese a una rinoplastia, la cual habría tenido lugar en 1950.

### Despido de Monroe
Monroe llevaba trabajando para Columbia desde marzo de 1948; tras el fin de su contrato en septiembre del mismo año (antes del estreno de la película) este no fue renovado, por lo que Ladies of the Chorus es el único film de Marilyn con el estudio. Supuestamente Harry Cohn llamó a la actriz a su despacho para negociar los términos del contrato; tras mostrar a Monroe una foto de su yate e invitarla a una velada en la que el magnate le aseguró que ambos estarían solos, Marilyn replicó: «Me encantaría acompañarlo a usted y a su esposa en el yate». Cohn, enfadado, pidió a la actriz que dejase a su esposa a un lado, tras lo cual Monroe abandonó Columbia. Años después, ya convertida en una celebridad, Marilyn enviaría una foto suya a Cohn con el siguiente mensaje en tono sarcástico: «A mi gran benefactor, Harry Cohn».

### Banda sonora
De las seis canciones del film, cinco fueron escritas por Lester Lee y Allan Roberts, mientras que el tema «Ubangi Love Song», interpretado por The Bobby True Trio, fue escrito por Buck Ram.
| Canción                          | Actor(es)                                                                     |
| -------------------------------- | ----------------------------------------------------------------------------- |
| «The Ladies of the Chorus»       | Marilyn Monroe, Adele Jergens y otras (Jergens fue doblada por Virginia Rees) |
| «Anyone Can See I Love You»      | Marilyn Monroe                                                                |
| «Every Baby Needs a Da Da Daddy» | Marilyn Monroe                                                                |
| «I'm So Crazy for You»           | Adele Jergens (doblada por Virginia Rees)                                     |
| «Ubangi Love Song»               | The Bobby True Trio                                                           |
| «You're Never Too Old»           | Nana Bryant                                                                   |

## Recepción

### Estreno
Estrenada en San Francisco el 30 de diciembre de 1948 y a nivel nacional el 10 de febrero de 1949, el largometraje, de bajo presupuesto y considerado por la propia Columbia como de serie B, fue un fracaso en taquilla y desapareció de los cines en poco tiempo. Marilyn, vestida con un abrigo de gran tamaño y gafas oscuras para mantener su anonimato, asistió al estreno de la película en el Carmel Theatre en Santa Monica Boulevard, West Hollywood, acompañada por la familia Karger.

### Críticas
Pese a fracasar en taquilla, Marilyn recibió críticas positivas. Motion Picture Herald publicó: «Uno de los puntos brillantes es el canto de la señorita Monroe. Es bonita y, con su agradable voz y estilo, se muestra prometedora». Por su parte, Variety escribió lo siguiente: «Se insertan suficientes números musicales, rematados con ingeniosos gorjeos de Marilyn Monroe. La señorita Monroe presenta una personalidad agradable en su interpretación de la corpulenta cantante».

### Historia posterior
El 1 de noviembre de 1952, con motivo de la creciente popularidad de Monroe, Ladies of the Chorus fue reestrenada con su nombre emplazado antes del título del film tanto en la publicidad como en los créditos de la película pese a que su papel no era tan importante como el de Adele Jergens, cuyo nombre pasó a encabezar la lista de actores secundarios. Cohn incluiría además el número «Every Baby Needs a Da Da Daddy» en la película Okinawa (1952).
En 1960 Marilyn declaró al periodista Georges Belmont: «Fue realmente terrible. Se suponía que yo era la hija de una bailarina de burlesque de la que se enamora un chico de Boston. Fue una historia terrible y terriblemente mal fotografiada; todo fue horrible al respecto».